# ꭇ
Cette page contient des caractères spéciaux ou non latins. S’ils s’affichent mal (▯, ?, etc.), consultez la page d’aide Unicode.
Le ꭇ, appelé r sans anse, est une lettre additionnelle latine utilisée dans la transcription phonétique d’Otto Bremer,.

## Représentations informatiques
Le r sans anse peut être représenté avec les caractères Unicode (Latin étendu E) suivant :
| formes    | représentations | chaînes de caractères | points de code | descriptions                        |
| --------- | --------------- | --------------------- | -------------- | ----------------------------------- |
| minuscule | ꭇ               | ꭇ                     | U+AB47         | lettre minuscule latine r sans anse |